# Paviment d'Anna Frank
El paviment d'Anna Frank es troba al carrer de Sèneca, en el tram comprès entre la Riera de Sant Miquel i la Via Augusta, a la Vila de Gràcia de Barcelona, i també s'estén cap al carrer de Minerva. És un dels pocs exemples d'art públic en paviment existents a Barcelona, molt més freqüents en d'altres urbs com Lisboa. Consisteix en incrustacions fetes d'acer i panots, en reconeixement i honor als col·lectius i víctimes de la repressió i persecució del nazisme i el feixisme durant la Segona Guerra Mundial i el període que la va precedir, amb especial dedicació a la personalitat d'Anne Frank, com a complement a la plaça homònima, situada a no gaire distància, i un espai íntim de recolliment i reflexió a escassos metres de les principals artèries de trànsit i afluència de la ciutat: l'avinguda Diagonal, el passeig de Gràcia, la Via Augusta i el carrer Gran de Gràcia. Un dels principals motius d'aquesta opció va ser evitar que l'indret acabés convertint-se, lamentablement, en punt d'enfrontament o disturbis entre detractors i defensors de l'ideari d'extrema-dreta. Tot i que els elements són discrets i passen força desapercebuts, més d'una vegada han patit atacs vandàlics i, conseqüentment, han hagut d'estar reparats, conducta repetida, tristament, en monuments i espais dedicats, arreu del món, a la figura d'Anne Frank.

## Història
La iniciativa de dedicar un espai públic a la figura d'Anne Frank va partir de la Plataforma pel carrer Anna Frank, creada el mes de maig de l'any 1995, senyalant per a tal propòsit el tram del carrer de Sèneca entre la Riera de Sant Miquel i la Via Augusta, on era situada la Llibreria Europa, orientada a publicacions i edicions d'enaltiment i apologia de l'extrema-dreta, el feixisme, el nazisme, el neofeixisme i el franquisme. Així fou traslladat, amb la recollida de signatures i l'adhesió de 72 entitats, a l'Ajuntament de Barcelona. Finalment, el consistori va optar per un altre emplaçament amb la creació de la plaça d'Anna Frank, entre la travessia de Sant Antoni i el carrer de Jaén.

## Descripció
Passats uns quants anys, l'Ajuntament va acabar recollint l'esperit inicial de la proposta de la Plataforma pel carrer Anna Frank en el moment de reurbanitzar el carrer de Sèneca, fent el vial de plataforma única i reservat a vianants, incorporant al paviment elements que recordessin les víctimes del nazisme, encastant una sèrie de tires d'acer corten oxidat allargades en diagonal, una d'elles, just davant de l'antiga ubicació de la Llibreria Europa, amb la inscripció:
| «                                | ANNA FRANK 1920-1945 | » |
| — Carrer de Sèneca, 20 Barcelona |                      |   |

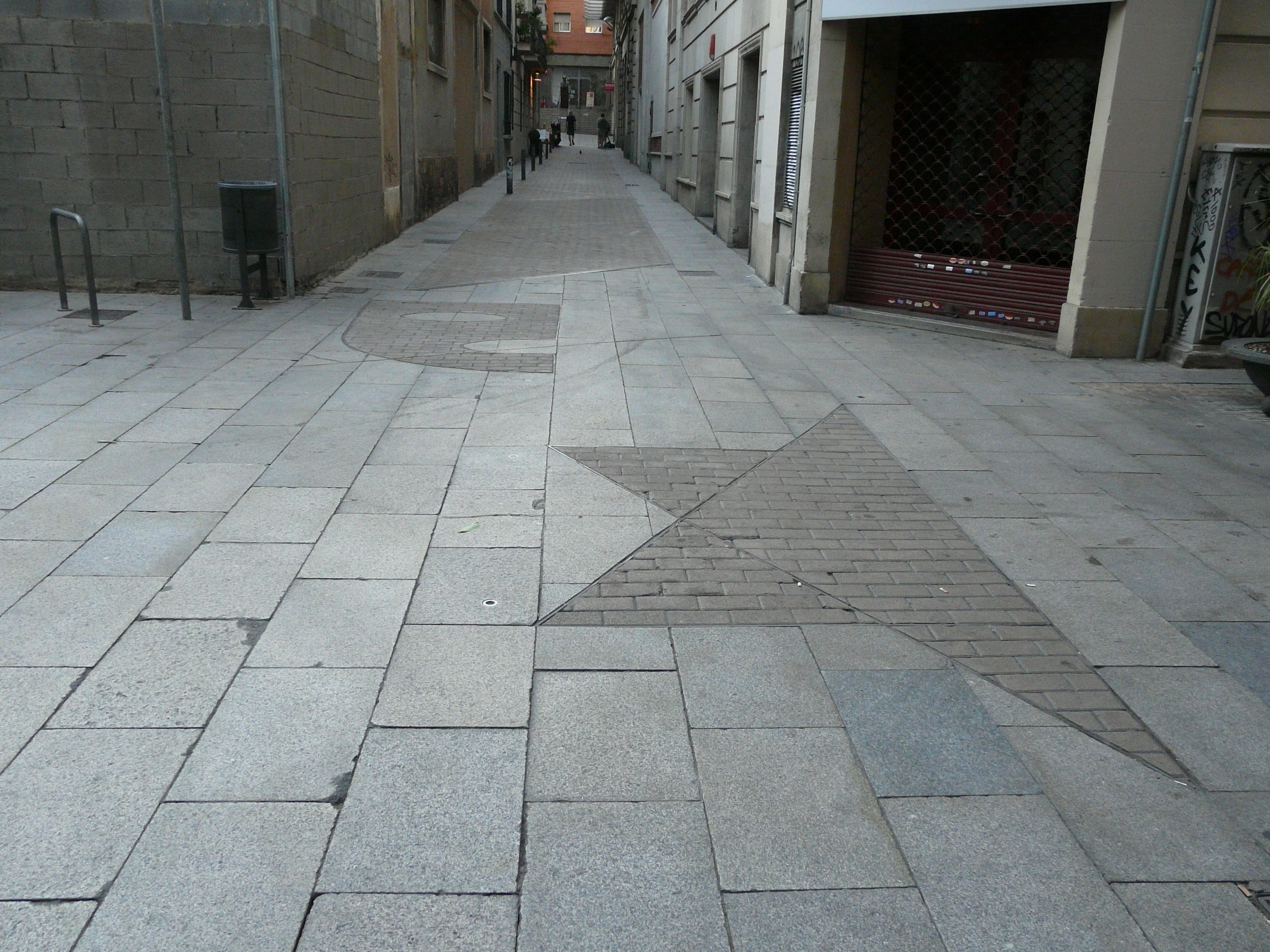
Detall de l'Estrella de David i màscara llibertat d'expressió

La resta de tires d'acer tenen gravats símbols que representen col·lectius represaliats pel nazisme: el poble gitano (roda de carro); els jueus (estrella de David), els maçons (compàs i escaire) i el triangle usat en els camps de concentració nazis que, segons els seu color, identificava els diferents motius pels que havien estat presos. La segona intervenció es concreta mitjançant la meitat amb panots de granit, que pel seu color salmó ressalten sobre la resta, i, l'altra meitat, visibles només de nit quan s'encenen els llums, que, per cert, no sempre es troben operatius. És el cas de la llibertat d'expressió (màscara de teatre grec ratllada) o l'estrella de David.
Per a completar el conjunt, al carrer de Minerva, deessa romana de la saviesa i les arts, hi ha tires metàl·liques d'acer que recullen diferents cultures i idiomes del mon: el català, Ç); llengües nòrdiques, ö; llengües asiàtiques, estilitzacions de lletres japoneses; o la filosofia oriental, símbol del Yin i Yang.

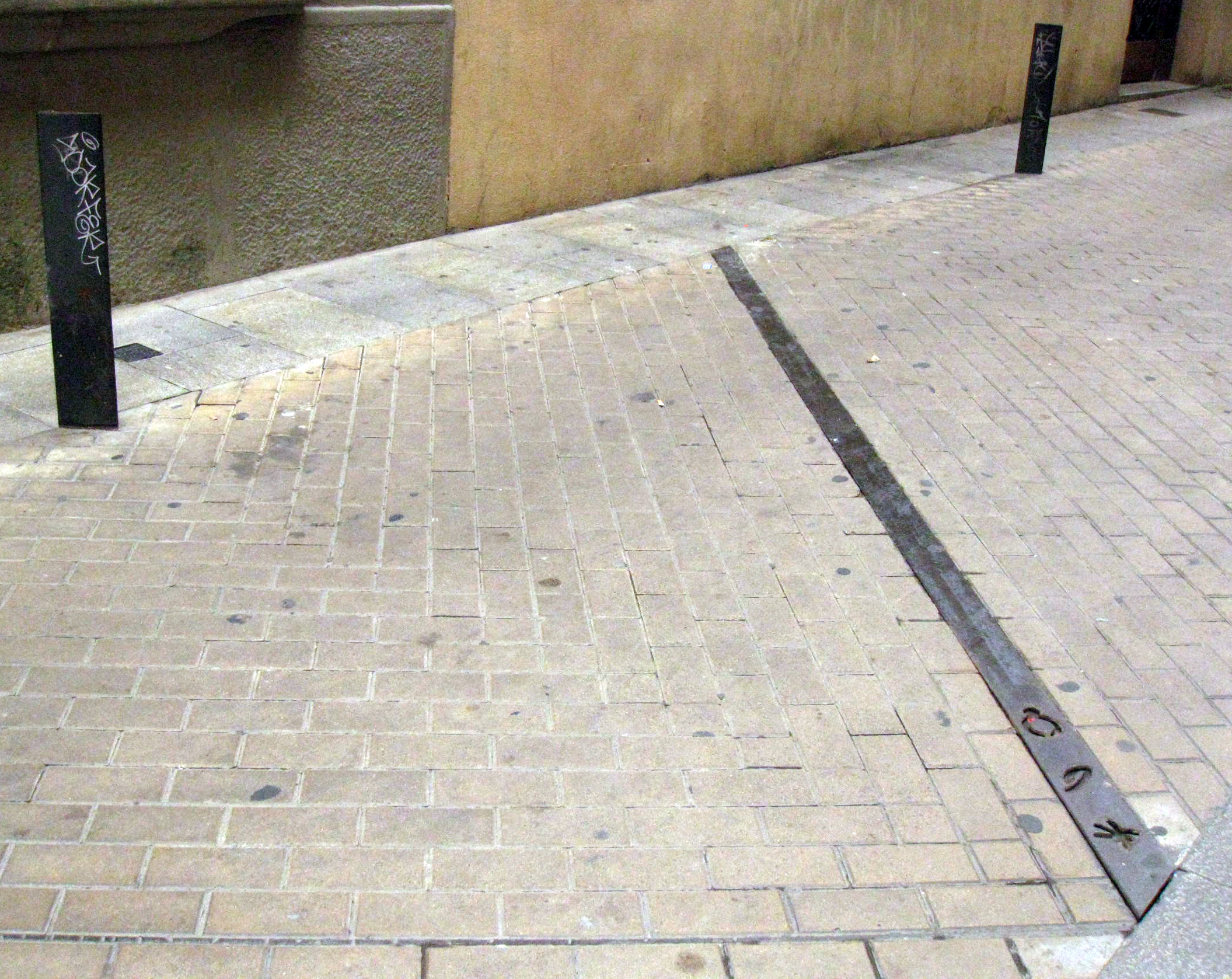
Una de les tires d'acer patinable